# Steve Bruce
Steve Bruce, właśc. Stephen Roger Bruce (ur. 31 grudnia 1960 w Corbridge) – angielski trener piłkarski, wcześniej piłkarz.
W dzieciństwie był obiecującym zawodnikiem, jednak został odrzucony przez kilka zawodowych klubów. Był już skłonny całkowicie się wycofać, ale w tym czasie otrzymał ofertę testów w zespole Gillingham. Przed przejściem w roku 1984 do Norwich City zagrał w tym klubie ponad 200 meczów.
W roku 1987 przeszedł do Manchesteru United. Grając w tym klubie został mistrzem Anglii, zdobył Puchar kraju, Puchar Ligi i Puchar Zdobywców Pucharów. Bruce jest pierwszym angielskim piłkarzem, który był kapitanem zespołu – zdobywcy dubletu. Mimo tych osiągnięć nie zadebiutował w pierwszej reprezentacji swojego kraju. Komentatorzy uważają go za jednego z najlepszych angielskich graczy lat 80. i 90. XX wieku, którzy nigdy nie zagrali w seniorskiej kadrze.
Bruce swoją karierę trenerską rozpoczynał w Sheffield United, następnie przez krótki czas prowadził Huddersfield Town, Wigan Athletic oraz Crystal Palace, po czym, w roku 2001 został szkoleniowcem Birminghamu City. W czasie niemal sześciu lat pracy w tej drużynie dwukrotnie awansował z nią do Premier League, jednak w roku 2007 zrezygnował z funkcji trenera, po czym zaczął ponownie pracować w Wigan Athletic. Dwa lata później opuścił ten zespół i został szkoleniowcem Sunderlandu, który prowadził do listopada 2011. W czerwcu następnego roku podpisał kontrakt z Hull City.

## Dzieciństwo
Bruce urodził się w Corbridge w Northumberland jako starszy z dwóch synów Joego i Sheenagh. Jego ojciec pochodził z tamtego regionu, zaś matka urodziła się w Irlandii Północnej. Bruce mieszkał wraz z rodziną w Daisy Hill w pobliżu Wallsend i uczęszczał do Benfield School.
Bruce – od najmłodszych lat kibic Newcastle United, twierdzi, że wchodził na mecze rozgrywane na St James’ Park bez zapłaty za bilet, mówiąc: „Zawsze byłem chłopakiem z Newcastle i jako dziecko wślizgiwałem się pod kołowrotkiem aby dostać się na mecz i zaoszczędzić przy tym szylinga czy ile tam to wtedy było. Oni byli moja drużyną; szedłem na mecz aby im kibicować, a jako rdzenny mieszkaniec Newcastle masz to we krwi, podążasz za klubem tak jak dziś”. Podobnie jak wielu zawodowych piłkarzy pochodzących z tamtego regionu grał w drużynie Wallsend Boys Club. Występował również w reprezentacji szkół z Newcastle. W wieku 13 lat Bruce podawał piłki w finale Pucharu Ligi w sezonie 1973/1974 rozegranym na Wembley.
Bruce złożył ofertę gry w Newcastle United, Sunderlandzie, Derby County oraz Southport; wszystkie zostały odrzucone i Bruce miał zaczynać pracę jako hydraulik-stażysta w stoczni Swan Hunter. Otrzymał jednak propozycję gry w trzecioligowym zespole, Gillingham, którego szkoleniowiec – Gary Summers – obserwował jego grę dla Wallsend w międzynarodowym turnieju. Bruce pojechał do hrabstwa Kent wraz z innym piłkarzem Wallsend, Peterem Beardsleyem, ale choć Gillingham podpisał z nim kontrakt, pozbyto się go. W tym czasie Bruce grał jako pomocnik, ale został przesunięty do środkowej obrony przez szefa wyszkolenia młodzieży Gillingham, Billa Collinsa, o którym Bruce mówi, ze wywarł największy wpływ na jego karierę.

## Kariera piłkarska

### Gillingham

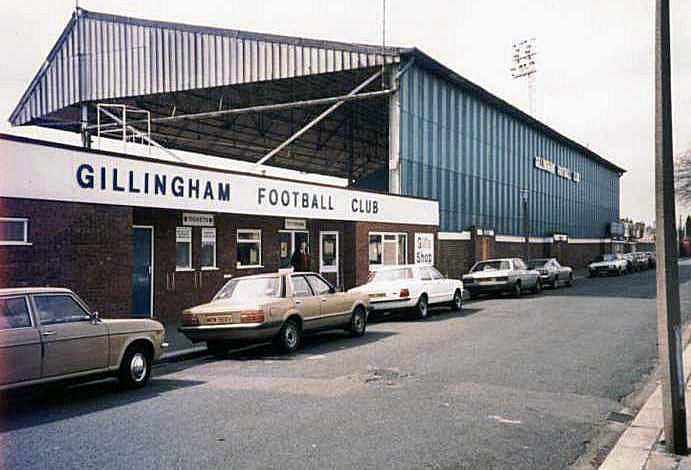
Priestfield Stadium, stadion drużyny Gillingham, gdzie Bruce rozpoczął swoją karierę

Bruce w sezonie 1978/1979 grał w rezerwach Gillingham. Mimo iż występował na obronie, to zdobył 18 bramek i został najlepszym strzelcem klubu. W styczniu 1979 roku został powołany reprezentacji Anglii U-18. Zagrał w niej ośmiokrotnie oraz wystąpił na Mistrzostwach Europy w roku 1980. W maju 1979 roku Bruce był bliski debiutu w pierwszej drużynie, ale Summers, szkoleniowiec Gillingham, w ostatniej chwili zadecydował, że skoro klub miał jeszcze szansę awansować do drugiej ligi to Bruce nie wytrzymałby presji meczu. Ostatecznie pierwszy raz zagrał 11 sierpnia 1979 roku w meczu Pucharu Ligi z Luton Town. Pod koniec sezonu 1979/1980 został wybrany najlepszym piłkarzem roku w klubie. W Gillingham Bruce rozegrał ponad 200 spotkań i został dwukrotnie wybrany do najlepszej jedenastki sezonu w Third Division według PFA.
Bruce pewny, że był celem transferowym klubów z wyższych lig nie przedłużył kontraktu z Gillingham, kiedy to on wygasł pod koniec sezonu 1983/1984. W kwietniu 1983 roku, w spotkaniu z Newport County próbował odebrać piłkę zawodnikowi drużyny przeciwnej – Tommy’emu Tynanowi, jednak niefortunnie Bruce złamał własną nogę, przez co musiał pauzować przez sześć miesięcy. Do gry powrócił w styczniu 1984 roku, kiedy to Gillingham w czwartej rundzie Pucharu Anglii dwukrotnie zremisował z Evertonem; Bruce w obydwu meczach był podstawowym zawodnikiem. Dzięki dobrym występom przyciągnął uwagę skautów drużyn grających w First Division. Arthur Cox, szkoleniowiec Newcastle United, wykazał zainteresowanie zawodnikiem, jednak zrezygnował ze swojej funkcji i transfer nie doszedł do skutku. Bruce ostatecznie podpisał kontrakt z Norwich City w sierpniu 1984 roku. „Kanarki” zapłaciły za niego około 125 tysięcy funtów.

### Norwich City

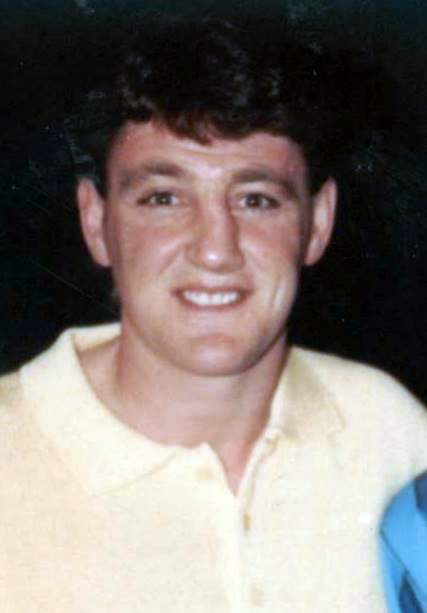
Bruce w czasie gry w Norwich City

Bruce sezon 1984/1985 rozpoczął od strzelenia bramki samobójczej w pierwszej minucie jego debiutanckiego spotkania w Norwich City przeciwko Liverpoolowi. Zdobył natomiast zwycięskiego gola w półfinale Pucharu Ligi Angielskiej przeciwko lokalnemu rywalowi, Ipswich Town. W finale tych rozgrywek został wybrany najlepszym piłkarzem meczu. Bruce został najlepszym piłkarzem roku swojego klubu, jednak jego drużyna spadła do drugiej ligi. W następnym sezonie Norwich awansowało, a on sam grał w każdym meczu sezonu. Następnie został mianowany kapitanem drużyny, zastępując w tej roli Dave’a Watsona. W następnym sezonie pomógł swojemu zespołowi zająć 5. miejsce w lidze, najlepsze w historii klubu.
W roku 1987 został wybrany na kapitana w spotkaniu reprezentacji Anglii B z pierwszą reprezentacją Malty. Był to jednak jego jedyny występ w kadrze, później został uznany za jednego z najlepszych obrońców, którzy w swojej karierze nie zadebiutowali w dorosłej kadrze. Bruce potem oznajmił, że spotkał się z byłym szkoleniowcem angielskiej kadry, Bobbym Robsonem w Benfice. On wstał do mnie i powiedział: „Powinienem powołać Cię do reprezentacji. Było mi to miło usłyszeć, jednak ciągle nie zadebiutowałem... Zawsze będę lekko zawiedziony z tego powodu”.
Pod koniec roku 1987 pozyskaniem Bruce’a zainteresowane były takie drużyny jak Manchester United, Tottenham Hotspur, Chelsea czy Rangers. Manchester United szybko wyłonił się na pierwsze miejsce w tym wyścigu, a sam Bruce publicznie wyjawił, że chciałby grać w tym zespole. Transakcja prawie upadła, gdy Norwich zażądało kwoty 900 tysięcy funtów, wcześniej akceptując sumę 800 tysięcy. Doprowadziło to do tego, że Bruce odmówił dalszej gry w klubie, co jego zdaniem zagrażało realizacji jego marzeń. 17 grudnia 1987 roku, krótko przed jego 27. urodzinami transfer został sfinalizowany i oficjalnie Bruce opuścił Carrow Road za cenę około 800–825 tysięcy funtów. Kibice Norwich City zapamiętali jego wkład w tę drużynę i w 2002 roku został włączony do Norwich City Hall of Fame (hali sław zespołu).

### Manchester United
Bruce w nowej drużynie zadebiutował 19 grudnia 1987 roku w wygranym 2:1 spotkaniu z Portsmouth i w pierwszym sezonie w tym klubie zagrał w 21 z 22 ligowych spotkań oraz pomógł drużynie zająć drugie miejsce w lidze, pierwszy raz od roku 1980. Następny sezon jego zespół zakończył w środkowej części tabeli. W letnim okienku transferowym szkoleniowiec Manchesteru Alex Ferguson sprowadził do zespołu wielu nowych graczy, między innymi pozyskanego w sierpniu 1989 roku z Middlesbrough Gary’ego Pallistera. Jego partnerstwo z Bruce’em zostało opisane w roku 2006 przez Gary’ego Nevilla jako najlepsze w historii klubu. Bruce i Pallister byli częścią drużyny, która w roku 1990 zdobyła Puchar Anglii pokonując w finale Crystal Palace.
Po zniesieniu pięcioletniego zakazu gry angielskim zespołom w europejskich pucharach, spowodowanym przez zamieszki na stadionie Heysel, United stał się pierwszą drużyną z Anglii, która awansowała do Pucharu Zdobywców Pucharów w sezonie 1990/1991. Bruce występował regularnie w tych rozgrywkach, we wszystkich meczach zdobył trzy bramki i wraz z drużyną doszedł do finału, w którym Manchester United zmierzył się z FC Barcelona. Był blisko zdobycia pierwszego gola w spotkaniu, jednak piłkę za linię kopnął Mark Hughes, tym samym zdobywając bramkę. Ostatecznie jego drużyna wygrała ten mecz 2:1. Był to szczególnie bramkostrzelny sezon dla Bruce’a, zdobył w nim 13 goli w lidze oraz 19 we wszystkich rozgrywkach. Grał także w finale Pucharu Ligi na Wembley, w którym jego zespół został pokonany przez drugoligowy Sheffield Wednesday.

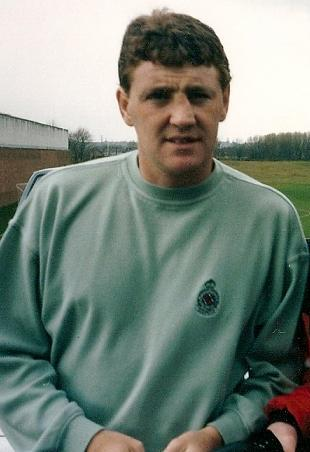
Bruce w czasie gry w Manchesterze United

Bruce z powodu operacji na przepuklinę opuścił kilka tygodni w sezonie 1991/1992, w którym Manchester United przegrał pojedynek o mistrzostwo Anglii z Leeds United i ostatecznie rozgrywki te zakończył na drugim miejscu z czterema punktami straty do zespołu Leeds. Anglik w kwietniu 1992 roku zdobył wraz ze swoim zespołem Puchar Ligi. W finale tych rozgrywek był kapitanem Manchesteru United z powodu kontuzji Bryana Robsona. Kontuzje trwały dalej, mając zły wpływ na grę Robsona w sezonie 1992/1993, doprowadzając do tego, że Bruce był kapitanem drużyny w większości meczów United podczas pierwszego sezonu nowej Premier League. Bruce zdobył dwie bramki w wygranym spotkaniu z Sheffield Wednesday, którym Manchester United ostatecznie przypieczętował zwycięstwo w inauguracyjnym sezonie Premier League. Był to pierwszy tytuł mistrza kraju „Czerwonych Diabłów” od 1967 roku. Bruce i Robson puchar za zdobycie mistrzostwa Anglii otrzymali 3 maja, niedługo po zwycięstwie nad Blackburn Rovers.
W okresie największych sukcesów United z Bruce’em skontaktował się Jack Charlton, selekcjoner reprezentacji Irlandii. Odkrył on, że z racji miejsca urodzenia matki Anglika mógł on grać dla Irlandii. Podczas gdy jeden mecz Bruce’a rozegrany w reprezentacji B nie stanowił problemu dla jego gry w kadrze irlandzkiej przez występ na Mistrzostwach Europy U-18 w 1980 roku, turnieju organizowanym przez UEFA nie mógłby występować w reprezentacji Irlandii. Ostatecznie Anglik nie chciał grać dla Irlandii, ponieważ spowodowałoby to problemy dla Manchesteru United. W tamtym czasie w Premier League obowiązywały limity dotyczące liczby zagranicznych zawodników w jednym zespole.
United zdominowało sezon 1993/1994, drugi raz z rzędu zostało mistrzem Anglii oraz pokonało Chelsea w finale Pucharu Anglii, Bruce stał się także pierwszym angielskim kapitanem w XX wieku, który wraz ze swoją drużyną zdobył dublet. Sezon 1994/1995 był rozczarowujący zarówno dla Bruce’a, jak i United, ponieważ klub przegrał walkę o trzecią z kolei wygraną w lidze oraz przegrał finał Pucharu Anglii z Evertonem.
W czasie następnego sezonu Bruce otrzymał oferty pracy jako szkoleniowiec od trzech klubów, jednak Alex Ferguson nie pozwolił mu odejść z drużyny, ponieważ Anglik był podstawowym zawodnikiem United. Po tym zdarzeniu obrońca zagrał jeszcze w 30 spotkaniach Premier League, wraz z zespołem wygrał również walkę o mistrzostwo Anglii z Newcastle United. Tydzień później Bruce nie wystąpił w finale Pucharu Anglii z Liverpoolem z powodu niegroźnej kontuzji. Po wygranym 1:0 spotkaniu, Éric Cantona, który był kapitanem Manchesteru United w tym meczu namawiał Bruce’a aby to on odebrał trofeum, jednak Anglik nie chciał tego zrobić. Ferguson zaprzeczył, że brak Bruce’a na tym meczu oznaczał, że jego czas w klubie dobiega końca. Sam zawodnik, który miał wówczas 35 lat twierdził, że mało prawdopodobne będzie aby jeszcze grał w zespole, kiedy to do końca kontraktu został mu jeden rok. Ostatecznie trafił do Birminghamu City na zasadzie wolnego transferu. Podpisał kontrakt opiewający na ponad 2 miliony funtów rocznie, co uczyniło go jednym z najlepiej opłacanych graczy w kraju.

### Późniejsza kariera
Bruce był jednym z pięciu graczy, których kupił szkoleniowiec Birminghamu Trevor Francis aby zwiększyć doświadczenie w zespole, ważne w walce o awans. Został wybrany kapitanem drużyny. W czasie swojej kariery w Birminghamie Bruce wielokrotnie popadał w konflikt z Francisem. Krążyły również pogłoski, jakoby Bruce miał zostać trenerem Birminghamu. Dyrektor David Sullivan zaprzeczył jednak tym plotkom. W czasie gry dla Birmingham, Bruce kilkakrotnie otrzymywał oferty od Bryana Robsona, który chciał go pozyskać o Middlesbrough. Ostatecznie do transferu nie doszło.
W sezonie 1997/1998 Bruce po raz pierwszy w swojej karierze nie znalazł się w składzie meczowym. Francis nie uwzględnił go w zespole na spotkanie z Gillingham. Bruce poczuł się z tego powodu „nieszczęśliwy oraz ranny”. W listopadzie 1997 roku coraz częściej nie grał w zespole Birminghamu, zaś z powodu jego nieobecności na meczu z Nottingham Forest rozpoczęła się publiczna bitwa słów. Krążyły również pogłoski o zwolnieniu Francisa i zastąpieniu go tymczasowo do końca sezonu przez Bruce’a.
Pod koniec sezonu uzgodnił warunki kontraktu z Sheffield United, gdzie miał być grającym trenerem. Transfer został opóźniony z powodu negocjacji kwoty odstępnego. Ostatecznie do Sheffield trafił 2 lipca 1998 roku. W zespole tym wystąpił 11 razy, po czym zakończył karierę piłkarską. Jego ostatnim meczem było spotkanie z Sunderlandem, rozegrane 28 listopada 1998 roku.

## Styl gry
Na początku kariery Bruce prezentował przesadnie entuzjastyczny styl gry, który później opisał jako „szalony”, powodował on mu również problemy dyscyplinarne. Następnie rozwinął się w solidnego i niezawodnego wszechstronnego zawodnika, scharakteryzowanego jako „godnego zaufania i niedającego za wygraną piłkarza, który maksymalnie wykorzystuje swoje zdolności”. W czasie swoich najlepszych lat Bruce był ceniony za swój spokój, rozważne podawanie piłki i umiejętność kontroli jej pod presją, często swoją klatką piersiową. Mark Wright powiedział, że jest jedynym środkowym obrońcą, który dorównuje Bruce’owi pod względem tych umiejętności.
Mimo braku pewności siebie, efektownej gry i braku szybkości, Bruce dzięki odwadze i chęci do gry określany był jako „serce” obrony Manchesteru United. Znany był także z tego, że mógł grać nawet gdy miał kontuzję. W 1992 roku czekając na operację przepukliny przez krótki czas rozgrywał mecze w United. Jego niezłomny charakter i zdolności motywujące były niezbędne dla Manchesteru United; Alex Ferguson uznał, że Bruce posiadał „determinację i serce do gry”.

## Kariera trenerska

### Sheffield United
W swoim pierwszym sezonie jako trener Bruce doprowadził Sheffield United do 8. miejsca w First Division, dziewięć punktów za miejscem gwarantującym grę w play-offach. W spotkaniu Pucharu Anglii z Arsenalem Bruce próbował zdjąć swój zespół z boiska. Sądził, że zawodnicy tej drużyny zagrali nie fair, ponieważ nie oddali piłki jego drużynie, która wcześniej celowo wykopała piłkę poza boisko aby kontuzjowany zawodnik – Lee Morris – mógł otrzymać pomoc medyczną. Mimo to mecz został dokończony, ale później unieważniono i powtórzono go. W maju 1999 roku Bruce zrezygnował roli trenera Sheffield United po zaledwie jednym sezonie prowadzenia tego klubu. Przyznał, że powodem jego odejścia był bałagan w czasie zebrań władz klubu oraz niski budżet na transfery. Zastanawiał się nad porzuceniem piłki nożnej na rzecz pracy w telewizji, jednak właściciel Huddersfield Town, Barry Rubery namówił go aby został szkoleniowcem jego drużyny.

### Huddersfield Town, Wigan Athletic i Crystal Palace
Huddersfield był blisko awansu w sezonie 1999/2000, wygrywając sześć meczów z rzędu i pod koniec listopada zajmował trzecie miejsce w tabeli, jednak w play-offach przegrał walkę o awans do Premier League. Drużyna na początku następnego sezonu również podjęła walkę o awans, jednak po 11 spotkaniach miała na koniec sześć punktów, z powodu czego, w październiku 2000 roku Bruce został zwolniony. Następnie wdał się w kłótnie z Ruberym, który obwinił go o „zmarnowanie” 3 milionów funtów.
Mimo to Bruce był łączony z trenowaniem Queens Park Rangers, ale w kwietniu 2001 roku został szkoleniowcem Wigan Athletic. Wraz ze swoją drużyną doszedł do play-offów, jednak Wigan przegrał w półfinale. Prawie od razu po tym Bruce odszedł z klubu i został trenerem Crystal Palace.
Mimo iż jego nowy zespół na początku sezonu 2001/2002 zajmował miejsca na szczycie tabeli First Division, to Bruce zrezygnował ze swojej posady po prawie trzech miesiącach od rozpoczęcia sezonu aby powrócić do Birmingham City, tym razem w roli szkoleniowca. Początkowo klub nie pozwalał mu na to i wydał nawet zakaz sądowy, ale ostatecznie pozwolono mu odejść po zapłaceniu rekompensaty.

### Birmingham City
Gdy Bruce przeszedł do Birmingham City, klub ten zajmował miejsca w środkowej części tabeli First Division. Zespół ten pod jego wodzą odniósł serię kilkunastu spotkań bez porażki i dzięki temu zapewnił sobie grę w play-offach. Birmingham City doszedł w nich do finału, w którym pokonał po serii rzutów karnych Norwich City, byłą drużynę Bruce’a i awansował do Premier League po 16-letniej nieobecności w najwyższej lidze piłkarskiej w Anglii. Na początku sezonu 2002/2003 klub zajmował miejsca w dole tabeli, ale Bruce sprowadził Christophe’a Duggary’ego odmieniając styl gry zespołu i ostatecznie Birmingham City zajął 13. miejsce w lidze. Po raz pierwszy od lat 70. był wyżej niż jego lokalny rywal – Aston Villa.
W kolejnym sezonie zespół zajmował nawet czwarte miejsce, jednak ostatecznie uplasował się na 10. lokacie. Mimo to w czerwcu 2004 roku Bruce przedłużył kontrakt z klubem o kolejne pięć lat. Dwa miesiące później Freddy Shepherd, prezes Newcastle United, przyznał, że Bruce jest głównym kandydatem do objęcia pozycji trenera tego zespołu. Newcastle miał zapłacić Birmingham City 3 miliony funtów rekompensaty, a sam zainteresowany chciał objąć to stanowisko. Ostatecznie jednak pozostał w Birmingham i przyznał, że chciałby dalej prowadzić ten klub. Newcastle chciało jednak sprowadzić Bruce’a oferując zapłatę większej kwoty Birmingham City, a nawet grożąc podjęciem sprawy sądowej, która zmusiłaby go do zmiany klubu. W sezonie 2004/2005 Birmingham City zajął 12. miejsce w lidze, mimo iż oczekiwania przed rozpoczęciem rozgrywek były większe.
Po zwolnieniu Sounessa z funkcji trenera Newcastle w lutym 2006 roku, Bruce ponownie był łączony z tym stanowiskiem, ale ostatecznie szkoleniowcem tego klubu został Glenn Roeder. W tym samym czasie Birmingham City nie radził sobie w lidze, a 21 marca 2006 roku przegrał na własnym boisku 7:0 z Liverpoolem w ćwierćfinale Pucharu Anglii. Kibice domagali się aby Bruce zrezygnował ze swojego stanowiska, ale on postanowił dalej walczyć. Po zwycięstwie z Bolton Wanderers zespół wydostał się ze strefy spadkowej, jednak 29 kwietnia Portsmouth zwyciężyło Wigan Athletic i Birmingham City nie miał już szans na utrzymanie i spadł do League Championship.
Mimo iż Bruce dysponował największym budżetem na transfery w lidze, Birmingham City nie odnosił wielu zwycięstw w lidze; po pięciu kolejnych meczach bez zwycięstwa kibice i lokalni dziennikarze sądzili, że Bruce powinien zostać zwolniony. On sam publicznie wyraził swoją odpowiedzialność za wyniki zespołu i przyznał, że boi się o swoje stanowisko. Po tej wypowiedzi Birmingham City wygrał 1:0 z Derby County i odnotował pięć kolejnych zwycięstw w lidze. Pod koniec listopada klub znajdował się na samym szczycie tabeli. 29 kwietnia 2007 roku Birmingham City zapewnił sobie awans do Premier League na jedną kolejkę przed końcem rozgrywek, po porażce Derby County z Crystal Palace.

### Powrót do Wigan Athletic
W maju 2007 Bruce porozumiał się z zarządem klubu w sprawie przedłużenia kontraktu, ale negocjujący wówczas przejęcie Birmingham City Carson Yeung nie życzył sobie tego i postawił przyszłość szkoleniowca pod znakiem zapytania. W październiku nie pozwolono Bolton Wanderers na prowadzenie negocjacji z Bruce’em. W tym samym miesiącu angielski szkoleniowiec spotkał się z Yeungiem i rozmowy przyniosły pozytywne rezultaty. W tym samym czasie zainteresowanie Bruce’em wyraził Wigan Athletic, a on sam był zainteresowany ich ofertą. Zgodnie z klauzulą w kontrakcie Wigan zgodziło się zapłacić Birmingham około 3 miliony funtów rekompensaty za ewentualne podpisanie umowy z ich dotychczasowym trenerem i rozpoczęło z nim negocjacje. 19 listopada potwierdzono, że Bruce wraca do Wigan.
21 listopada podczas konferencji prasowej, na której Bruce miał zostać zaprezentowany jako nowy szkoleniowiec Wigan, dyrektor wykonawcza klubu Brenda Spencar poinformowała, że transakcja została wstrzymana z „nieznanych powodów”. Według angielskich mediów powodem nieporozumień była zapłata z góry za zapis o ochronie wizerunku trenera w jego umowie z Birmingham City. Jednak dwa dni później oficjalnie ogłoszono, że Bruce podpisał kontrakt z Wigan Athletic. W pierwszym spotkaniu po powrocie na JJB Stadium doprowadził „The Latics” do remisu 1:1 z Manchesterem City. Do końca sezonu Wigan walczyło o utrzymanie, ale ostatecznie zapewniło je sobie dzięki pokonaniu Aston Villi w ostatniej kolejce. We wrześniu 2008 Bruce po raz kolejny był łączony z pracą w Newcastle United, z którego wcześniej odszedł Kevin Keegan.

### Sunderland
27 maja 2009 Bruce otrzymał pozwolenie na rozmowy z Sunderlandem, który pozostawał bez trenera po dymisji Ricky’ego Sbragii po zakończeniu sezonu. 3 czerwca podpisał z tym klubem trzyletni kontrakt. Ze sobą zabrał także współpracowników z Wigan – asystenta Erica Blacka, trenera bramkarzy Nigela Spinka i szkoleniowca rezerw Keitha Bertschina.
W pierwszym sezonie doprowadził „Czarne Koty” do 13. miejsca w lidze, mimo iż miał serię 14 spotkań bez zwycięstwa. W lutym 2011 przedłużył umowę z Sunderlandem do 2014 roku. 30 listopada został zwolniony ze stanowiska trenera z powodu słabych wyników zespołu. Sunderland znajdował się wówczas na 16. pozycji w tabeli, a cztery dni wcześniej przegrał z ostatnim Wigan Athletic. Później przyznał, że został zwolniony, ponieważ kibicował lokalnemu rywalowi „Czarnych Kotów” – Newcastle United.

### Hull City
8 czerwca 2012 Bruce podpisał trzyletni kontrakt z grającym w Championship Hull City. Mimo iż w sezonie 2015/2016 wprowadził klub do Premier League, 22 lipca 2016 zrezygnował z funkcji menadżera zespołu.

### Aston Villa
W 2016 roku Bruce objął stanowisko trenera Aston Villi, zmieniając na tej pozycji odchodzącego z powodu braku sukcesów Roberto Di Matteo. Do sztabu szkoleniowego Aston Villi dołączyli również Colin Calderwood, były asystent w zespole Brighton & Hove Albion oraz Stephen Clemence, który miał okazję współpracować z Bruce’em w Hull City i w Sunderlandzie. 2 października 2018 roku Aston Villa roztrwoniła dwubramkowe prowadzenie i zremisowała 3–3 u siebie z dołującym w tabeli Preston North End. Jeden z widzów rzucił kapustą w stronę Bruce’a. Kibice zajmujący sektor Holte End nawoływali trenera do odejścia. Następnego dnia Bruce został zwolniony z Aston Villi ze względu na słabą formę zespołu.

## Statystyki

### Kariera piłkarska
| Klub              | Sezon     | Liga    | Liga | Puchar Anglii | Puchar Anglii | Puchar Ligi | Puchar Ligi | Europejskie Puchary | Europejskie Puchary | Inne spotkania | Inne spotkania | Łącznie | Łącznie |
| Klub              | Sezon     | występy | gole | występy       | gole          | występy     | gole        | występy             | gole                | występy        | gole           | występy | gole    |
| ----------------- | --------- | ------- | ---- | ------------- | ------------- | ----------- | ----------- | ------------------- | ------------------- | -------------- | -------------- | ------- | ------- |
| Gillingham        | 1979/1980 | 40      | 6    | 0             | 0             | 4           | 2           | 0                   | 0                   | 0              | 0              | 44      | 8       |
| Gillingham        | 1980/1981 | 41      | 4    | 1             | 0             | 4           | 3           | 0                   | 0                   | 0              | 0              | 46      | 7       |
| Gillingham        | 1981/1982 | 45      | 6    | 5             | 1             | 2           | 0           | 0                   | 0                   | 3              | 1              | 55      | 8       |
| Gillingham        | 1982/1983 | 39      | 7    | 2             | 0             | 5           | 1           | 0                   | 0                   | 0              | 0              | 46      | 8       |
| Gillingham        | 1983/1984 | 40      | 6    | 6             | 1             | 0           | 0           | 0                   | 0                   | 0              | 0              | 46      | 7       |
| Norwich City      | 1984/1985 | 39      | 1    | 5             | 1             | 9           | 3           | 0                   | 0                   | 0              | 0              | 53      | 5       |
| Norwich City      | 1985/1986 | 42      | 8    | 1             | 0             | 4           | 2           | 0                   | 0                   | 6              | 0              | 53      | 10      |
| Norwich City      | 1986/1987 | 41      | 3    | 3             | 0             | 4           | 0           | 0                   | 0                   | 4              | 0              | 52      | 3       |
| Norwich City      | 1987/1988 | 19      | 2    | 0             | 0             | 3           | 1           | 0                   | 0                   | 0              | 0              | 22      | 3       |
| Manchester United | 1987/1988 | 21      | 2    | 3             | 0             | 0           | 0           | 0                   | 0                   | 0              | 0              | 24      | 2       |
| Manchester United | 1988/1989 | 38      | 2    | 7             | 1             | 3           | 1           | 0                   | 0                   | 0              | 0              | 48      | 4       |
| Manchester United | 1989/1990 | 34      | 3    | 7             | 0             | 2           | 0           | 0                   | 0                   | 0              | 0              | 43      | 3       |
| Manchester United | 1990/1991 | 31      | 13   | 3             | 0             | 7           | 2           | 8                   | 4                   | 1              | 0              | 50      | 19      |
| Manchester United | 1991/1992 | 37      | 5    | 1             | 0             | 7           | 1           | 4                   | 0                   | 1              | 0              | 50      | 6       |
| Manchester United | 1992/1993 | 42      | 5    | 3             | 0             | 3           | 0           | 2                   | 0                   | 0              | 0              | 50      | 5       |
| Manchester United | 1993/1994 | 41      | 3    | 7             | 0             | 9           | 2           | 4                   | 2                   | 1              | 0              | 62      | 7       |
| Manchester United | 1994/1995 | 35      | 2    | 5             | 2             | 1           | 0           | 6                   | 0                   | 1              | 0              | 48      | 4       |
| Manchester United | 1995/1996 | 30      | 1    | 5             | 0             | 2           | 0           | 2                   | 0                   | 0              | 0              | 39      | 1       |
| Birmingham City   | 1996/1997 | 32      | 0    | 3             | 1             | 4           | 0           | 0                   | 0                   | 0              | 0              | 39      | 1       |
| Birmingham City   | 1997/1998 | 40      | 2    | 3             | 0             | 2           | 0           | 0                   | 0                   | 0              | 0              | 45      | 2       |
| Sheffield United  | 1998/1998 | 10      | 0    | 0             | 0             | 1           | 0           | 0                   | 0                   | 0              | 0              | 11      | 0       |
| Łącznie           | Łącznie   | 737     | 81   | 70            | 7             | 76          | 18          | 26                  | 6                   | 17             | 1              | 926     | 113     |

### Kariera trenerska
| Klub              | Od                   | Do                   | Mecze | Mecze | Mecze | Mecze | Mecze |
| Klub              | Od                   | Do                   | M     | Z     | P     | R     | % Z   |
| ----------------- | -------------------- | -------------------- | ----- | ----- | ----- | ----- | ----- |
| Sheffield United  | 2 lipca 1998         | 17 maja 1999         | 55    | 22    | 18    | 15    | 40    |
| Huddersfield Town | 24 maja 1999         | 16 października 2000 | 66    | 25    | 25    | 16    | 37.88 |
| Wigan Athletic    | 4 kwietnia 2001      | 29 maja 2001         | 8     | 3     | 3     | 2     | 37.5  |
| Crystal Palace    | 31 maja 2001         | 2 listopada 2001     | 18    | 11    | 5     | 2     | 61.11 |
| Birmingham City   | 12 grudnia 2001      | 19 listopada 2007    | 270   | 100   | 100   | 70    | 37.04 |
| Wigan Athletic    | 26 listopada 2007    | 3 czerwca 2009       | 68    | 23    | 17    | 28    | 33.82 |
| Sunderland        | 3 czerwca 2009       | 30 listopada 2011    | 98    | 29    | 41    | 28    | 29.59 |
| Hull City         | 8 czerwca 2012       | 22 lipca 2016        | 201   | 82    | 75    | 44    | 40.8  |
| Aston Villa       | 12 października 2016 | 3 października 2018  | 102   | 46    | 25    | 31    | 45,1  |
| Łącznie           | Łącznie              | Łącznie              | 886   | 341   | 219   | 326   | 38.5  |

Ostatnio aktualizowane 28 maja 2016.

## Życie prywatne
Bruce ożenił się w lutym 1983 roku z Janet (z domu Smith), która jest również z Hexham i uczęszczała do tej samej szkoły co Bruce. Oboje mają dwoje dzieci, Alexa (ur. 1984) oraz Amy (ur. 1987). Alex jest także piłkarzem i gra w prowadzonym przez ojca Hull City. Rozegrał dwa mecze w reprezentacji Irlandii. Wcześniej występował w Birmingham City, jednak w 2006 roku odszedł z tego klubu, ponieważ jego ojcu zarzucano nepotyzm. W 2004 roku tabloidy opisywały romans Amy z graczem Aston Villi, Lee Hendriem. Sprowokowały one gniewną reakcję ojca, który określił doniesienia prasowe jako kłamstwa i oświadczył, że dziennikarze posunęli się do uzyskania informacji od jego lekarza i sprawdzenia śmieci domowych. We wrześniu 2004 roku Bruce był zamieszany w incydent z dwoma mężczyznami, którzy próbowali ukraść samochód jego córki. W wyniku starcia ze złodziejami odniósł obrażenia twarzy, co jednak nie powstrzymało go od podróży na spotkanie Premier League. Po incydencie jedna z gazet próbowała połączyć go z oskarżeniami dotyczącymi Hendriego, co spowodowało, że Bruce rozważał podjęcie kroków prawnych.
W 1995 roku Bruce wydał autobiografię, zatytułowaną „Heading for Victory: An Autobiography”.